# الکس جونز (بازیکن فوتبال، زاده ۱۹۶۴)
الکس جونز (انگلیسی: Alex Jones؛ زادهٔ ۲۷ نوامبر ۱۹۶۴) ورزشکار فوتبال اهل بریتانیا است.
از باشگاه‌هایی که در آن بازی کرده‌است می‌توان به باشگاه فوتبال اولدهام اتلتیک، باشگاه فوتبال استوک‌پورت کانتی، باشگاه فوتبال پرستون نورث اند، باشگاه فوتبال کارلایل یونایتد، باشگاه فوتبال روچدیل، باشگاه فوتبال مادرول، باشگاه فوتبال روچدیل، باشگاه فوتبال استالی‌بریج سلتیک، باشگاه فوتبال ساوتپورت و باشگاه فوتبال لانکستر اشاره کرد.